# Dark Resurrection
Dark Resurrection este un film SF italian din 2007, un fanfilm Războiul stelelor scris și regizat de Angelo Licata. Este produs de Davide Bigazzi și Angelo Licata.

## Prezentare
Filmul începe la câteva secole după Episodul VI, prezentând povestea tânărului ucenic Jedi, Hope, care trăiește într-o perioadă de mari schimbări a balanței dintre Forță și galaxie.
Lordul Sorran, un cavaler întunecat Jedi, este în căutarea Eron-ului, o sursă legendară a unei mari puteri. Maestrul Jedi Organa a prevăzut distrugerea cavalerilor Jedi, de aceea Hope și maestrul său, Zui Mar-Lee, sunt trimiși într-o încercare de a găsi ei primii Eron-ul.

## Distribuție
- Marcella Braga ca Hope, ucenic Jedi
- Riccardo Leto	ca Leto
- Giuseppe Licata ca Lordul Sorran, cavaler întunecat Jedi
- Sergio Múñiz ca Muniza
- Grazia Ogulin	ca Nemer
- Fabrizio Rizzolo ca Zorol
- Sara Ronco ca His
- Elisa Werneck	ca Organa, maestru Jedi
- Giorgia Wurth	ca Meres
- Maurizio Zuppa ca Zui Mar Lee, maestrul Jedi al lui Hope

## Producție
Filmul este format din două părți, fiecare având o durată de 60 de minute. Filmările au fost realizate pe riviera italiană de pe coasta Liguria și au beneficiat de efecte speciale.

## Lansare
Primul episod a fost lansat la 7 iunie 2007.
Al doilea episod, denumit Dark Resurrection Vol. 0, a fost lansat la 8 septembrie 2011, fiind disponibil pe YouTube.

## Legături externe
- Dark Resurrection la Internet Movie Database
- Official site